# القريه البيضاء (ردمان)

تعديل مصدري - تعديل

القرية البيضاء هي إحدى قرى عزلة الاغوال السفلى بمديرية ردمان التابعة لمحافظة البيضاء، بلغ تعداد سكانها 254 نسمة حسب تعداد اليمن لعام 2004.